# Взрывной сигнал (картина Стритона)
«Взрывной сигнал», или «Внимание, взрыв» (англ. Fire's on) — пейзаж австралийского художника Артура Стритона, написанный в 1891 году. Считается величайшей работой Стритона. Полотно входит в коллекцию Художественной галереи Нового Южного Уэльса в Сиднее.

## Сюжет
Видение пейзажа Артуром Стритоном определило образ Австралии. В частности, «Взрывной сигнал» считается его величайшим обращением к теме его жаркой и солнечной страны. Картина была написана через год после того, как художник уехал из Мельбурна в Сидней и представляет собой радикально новый тип пейзажа в его творчестве. Вертикальная композиция и высокая линия горизонта привлекают внимание к крутой местности с ненадёжными скалами и мёртвыми стволами деревьев.
На картине запечатлён критический момент строительства Гленбрукского железнодорожного туннеля, также известного как туннель Лапстоун, через Голубые горы к западу от Сиднея: гибель железнодорожника в результате взрыва. Команда «Fire’s on» была предупредительным сигналом перед взрывом, когда команда взрывников пробивала динамитом через гору туннель Лапстоун. Однако на полотне Стритона человеческая драма картины затмевается монументальностью самого пейзажа.
Картина считается величайшей работой Стритона. Как и работа его современника Тома Робертса «Стрижка овец» (1890), эта картина является выражением австралийского национализма с изображением сурового мужского труда, создающего богатство нации.

## История
Картина была приобретена Художественной галереей Нового Южного Уэльса в 1893 году и входит в коллекцию музея.